# Peter Olrog Schjøtt

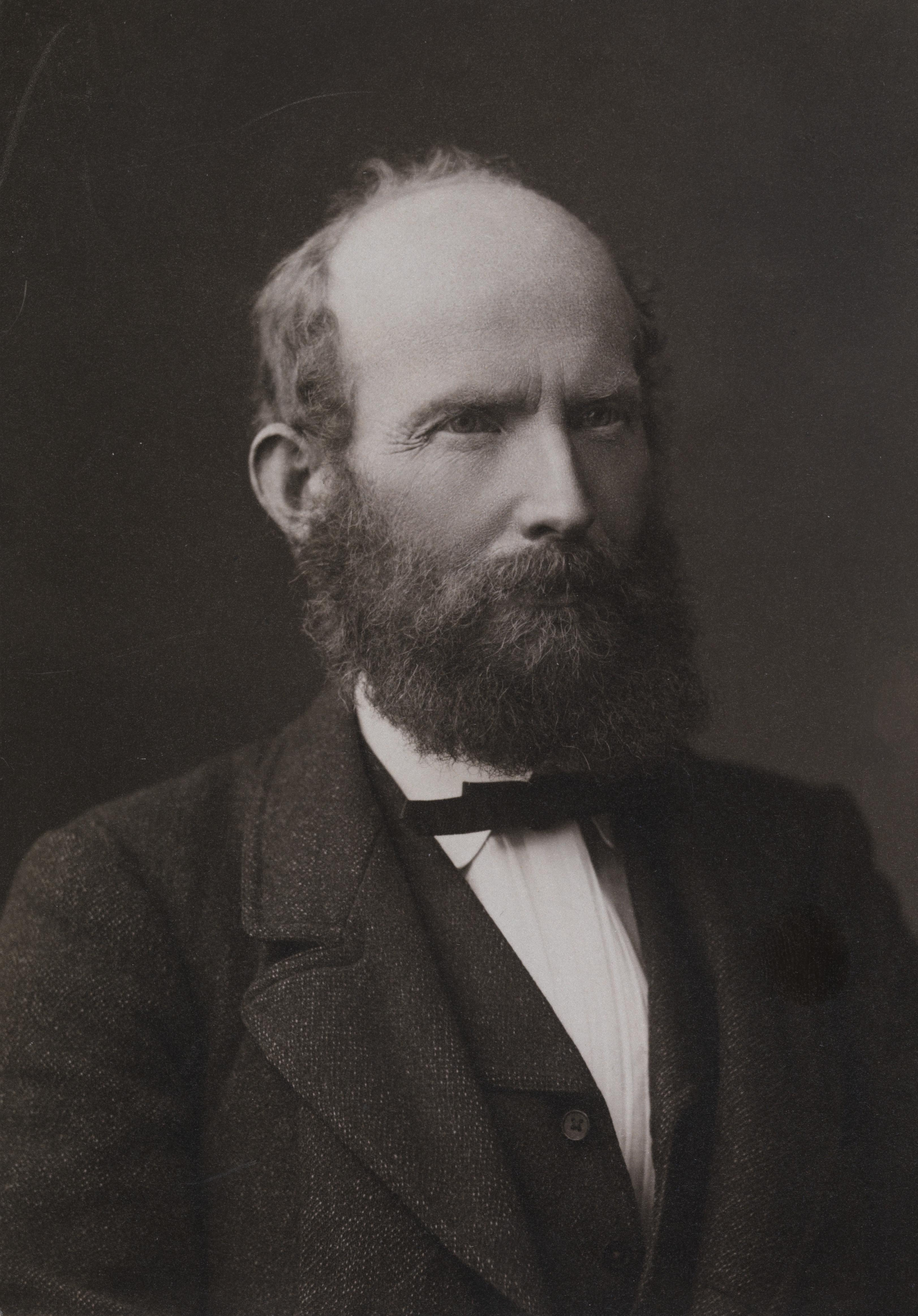
Peter Olrog Schjøtt.

Peter Olrog Schjøtt, född den 29 juli 1833 på Dybvaags prästgård, Nedenes amt, död den 7 januari 1926 i Oslo, var en norsk språkforskare. Han var bror till Steinar Schjøtt, gift med Mathilde Dunker och far till Mathilde Schjøtt.
Schjøtt blev filologie kandidat 1859 och var professor i grekiska vid Kristiania universitet 1866–1918. Utom översättningar av Pindaros oden (1870–1871) och Aischylos Agamemnon (1896) utgav han en mängd uppsatser rörande antikens Grekland och Italien, av vilka de viktigaste äldre finns med i Samlede philologiske afhandlinger (1896), vartill kommer monografierna Det atheniensiske demokrati (1902), Studien zur alten Geschichte (I–III, 1903–1910), Die römische Geschichte im Lichte der neuesten Forschungen (1906), Die Herkunft der Etrusker und ihre Einwanderung in Italien (1910) med flera. Schjøtt var efter riksrättskrisen 1884 en bland stiftarna av Den liberale forening i Kristiania. Han indrogs därigenom i politiken och var under sista perioden av Johan Sverdrups ministär 13 mars 1888–12 juli 1889 medlem av norska statsrådsavdelningen i Stockholm.